# بوقادوم
بُوقَادُوم أو أبو قادوم أو بوكادوم بلدة موريتانية وإحدى بلديات ولاية الحوض الشرقي في جنوب شرق موريتانيا ، على الحدود مع مالي.
في عام 2013، كان عدد سكانها 40,341 نسمة.
القادومُ آلة للنجر والنحت.

## التاريخ
كانت "بوكادوم" موضع مخيم الأمير بكار، الذي أغار عليه النقيب الفرنسي افريرجان. حيث أعلن الأمير بكار ولد أسويد أحمد وقد تجاوز التسعين من عمره رفضه لمشروع كبولاني الاستعماري لموريتانيا، واشتبك جيش إمارة ايدوعيش المتحالفة مع إمارة البراكنة وبقيادة مباشرة من أبنائه ومن أبرزهم عثمان  وأحمد محمود مع قوات الاحتلال في عدة معارك خلال سنتي 1904 \ 1905. وقد أدرك كبولاني أن الأمير بكار عائق حقيقي أمام تحقيق مشروعه في احتلال موريتانيا فكلف قائد عملياته العسكرية النقيب فرير جان بتعقبه والهجوم عليه.
ادرك القائد الاستعماري كبولاني ان عدوه الاول هو الامير بكار وما لم يتخلص منه فلن ينجح في مشروعه الاثم في احتلال البلاد، وعلى اثر هجومه على الكتيبة الاستعمارية المتواجدة في البدر قرب دركل والقضاء عليها دفع كبولاني بالنقيب فرير جان للقضاء على مقاومة الامير بكار الذي توغل بمحلته الى الرقيبة لتنظيم صفوف المقاومة، فتبعه ليغير على مخيم من الاطفال والنساء في ابريل 1905، واسفر الهجوم عن اصابة الامير المجاهد بكار ولد اسويد احمد بإصابة مميتة توفي على اثرها.